# Petitio principii
Petitio principii (latin; dansk: fordring på bevisgrunden; tysk: Inanspruchnahme des Beweisgrundes; engelsk: Begging the question)
I klassisk retorik og logik er petitio principii en uformel fejlslutning, der opstår, når et arguments præmisser forudsætter konklusionens sandhed i stedet for at understøtte den.
For eksempel hævder udsagnet "Grøn er den bedste farve, fordi det er den grønneste af alle farver", at farven grøn er den bedste, fordi den er den grønneste, hvilket kun gør den til den bedste, hvis man allerede har vedtaget, at grøn er den bedste farve. Man forudsætter således sandheden af det, man vil bevise. Petitio principii kan derfor betragtes som en form for cirkulær argumentation.

## Reference
1. ↑  side 34 i speciale ved Aalborg Universitet

| filosofi | Spire Denne filosofiartikel er en spire som bør udbygges. Du er velkommen til at hjælpe Wikipedia ved at udvide den. |